# Myrmecophilus salomonis
Myrmecophilus salomonis är en insektsart som beskrevs av Wesmaël 1890. Myrmecophilus salomonis ingår i släktet Myrmecophilus och familjen Myrmecophilidae. Inga underarter finns listade i Catalogue of Life.